# Carex runssoroensis
Carex runssoroensis är en halvgräsart som beskrevs av Karl Moritz Schumann. Carex runssoroensis ingår i släktet starrar, och familjen halvgräs. IUCN kategoriserar arten globalt som sårbar.

## Underarter
Arten delas in i följande underarter:
- C. r. aberdarensis
- C. r. runssoroensis